# Libythea sumbawana
Libythea sumbawana är en fjärilsart som beskrevs av Hans Fruhstorfer. Libythea sumbawana ingår i släktet Libythea och familjen praktfjärilar. Inga underarter finns listade i Catalogue of Life.